# Randy Arozarena
Artikeln följer den spanska namnseden; faderns efternamn är Arozarena och moderns efternamn González.
Randy Arozarena González, född den 28 februari 1995 i Havanna, är en kubansk-mexikansk professionell basebollspelare som spelar för Tampa Bay Rays i Major League Baseball (MLB). Arozarena är outfielder, främst leftfielder.
Arozarena har tidigare spelat för Vegueros de Pinar del Río i Serie Nacional de Béisbol (SNB) (2013–2015) och St. Louis Cardinals i MLB (2019).
Arozarena slog igenom med buller och bång i MLB:s slutspel 2020, där han satte nya rekord i antal hits (29), homeruns (tio) och total bases (64) under ett slutspel. På vägen utsågs han till mest värdefulla spelare (MVP) i finalen i American League, American League Championship Series (ALCS). Året efter räknades han fortfarande som nykomling (rookie) och vann American Leagues Rookie of the Year Award.
Arozarena var med och tog brons för Mexiko vid World Baseball Classic 2023.

## Karriär

### Serie Nacional de Béisbol

#### Vegueros de Pinar del Río
Arozarena spelade två säsonger för Vegueros de Pinar del Río i den högsta ligan i Kuba, Serie Nacional de Béisbol (SNB). Därefter lämnade han Kuba.

### Mexiko
Arozarena tog sig så småningom till Mexiko, där han bland annat spelade för Toros de Tijuana i Liga Mexicana de Béisbol (LMB) 2016.

### Major League Baseball

#### St. Louis Cardinals
Arozarena skrev på för St. Louis Cardinals i MLB som internationell free agent i juli 2016 och fick en bonus på 1,25 miljoner dollar. Följande säsong började han spela i Cardinals farmarklubbssystem och han debuterade i MLB för Cardinals den 14 augusti 2019. Under resten av grundserien spelade han 19 matcher med ett slaggenomsnitt på 0,300, en homerun och två RBI:s (inslagna poäng). I januari 2020 bytte Cardinals bort honom och José Martínez till Tampa Bay Rays i utbyte mot Matthew Liberatore och Edgardo Rodriguez.

#### Tampa Bay Rays
På grund av covid-19-pandemin kom MLB-säsongen 2020 igång sent och Arozarena drabbades dessutom själv av sjukdomen. Han spelade därför bara 23 matcher under grundserien, under vilka han hade ett slaggenomsnitt på 0,281, sju homeruns och elva RBI:s. Under slutspelet, som var utökat just denna säsong, formligen exploderade han och satte nya slutspelsrekord i antal hits (29), homeruns (tio) och total bases (64). Bara i finalen i American League (AL), American League Championship Series (ALCS), mot Houston Astros hade han fyra homeruns och sex RBI:s och utsågs till matchseriens mest värdefulla spelare (MVP). Han var den första rookie-positionsspelaren (icke-pitchern) i MLB:s historia som vann en MVP Award i slutspelet. I World Series slog han ytterligare tre homeruns, men Tampa Bay förlorade mot Los Angeles Dodgers med 2–4 i matcher.
Arozarena spelade sin första hela säsong i MLB 2021. På 141 matcher hade han ett slaggenomsnitt på 0,274, 20 homeruns och 69 RBI:s. I slutspelet tog Arozarena vid där han slutade året innan. I Rays första slutspelsmatch slog han en homerun och senare i matchen stal han hemplattan (en så kallad straight steal of home). Rays förlorade dock matchserien mot Boston Red Sox med 1–3 i matcher. Efter säsongen vann Arozarena AL:s Rookie of the Year Award (han hade så litet speltid 2020 att han även 2021 räknades som rookie).
Under 2022 års grundserie spelade Arozarena 153 matcher med ett slaggenomsnitt på 0,263, 20 homeruns och 89 RBI:s. Han stal 32 baser, tredje flest i AL, men å andra sidan misslyckades han tolv gånger, flest i hela MLB. Det var andra året i rad som han hade flest caught stealing i MLB. Tampa Bay åkte ut i slutspelets första omgång mot Cleveland Guardians med 0–2 i matcher.

### Internationellt
När Arozarena spelade i Kuba representerade han landet vid U16-Världsmästerskapet 2011 i Mexiko, där Kuba tog hem silvret. Två år senare spelade han i U18-Världsmästerskapet 2013 i Taiwan, och där blev det brons.
Arozarena blev mexikansk medborgare 2022 (se nedan) och kunde därför representera Mexiko vid World Baseball Classic 2023. I gruppspelet utsågs han till mest värdefulla spelare (MVP) i Grupp C, där han hade sju hits på 14 at bats, varav en homerun och fem doubles, och nio RBI:s. Mexiko tog brons i turneringen och Arozarena utsågs enhälligt till turneringens all star-lag efter att ha tangerat turneringsrekordet med sex doubles och haft en slash line på 0,450/0,607/0,900.

## Privatliv
Arozarena har en dotter som bor i Mexiko. I november 2020 rapporterades det att han gripits av mexikansk polis efter ett bråk om dottern med hans före detta fru och hennes familj.
I april 2022 blev Arozarena mexikansk medborgare.